# Peleus

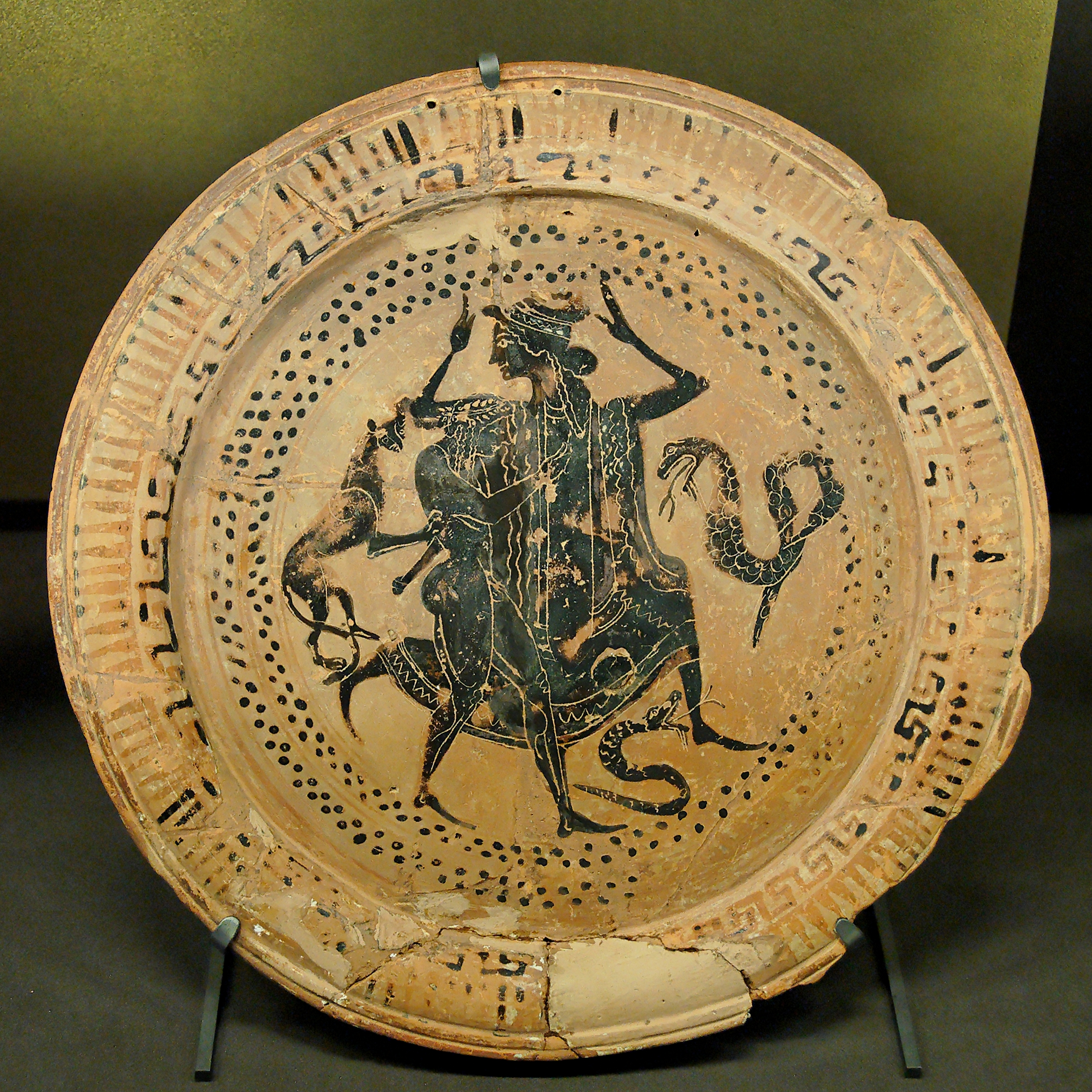
Peleus och Thetis.

Peleus (klassisk grekiska: Πηλεύς, Pēleús) var i grekisk mytologi myrmidonernas kung samt far till Akilles och make till nymfen Thetis. 
Enligt en spådom skulle Thetis son bli en ännu större hjälte än hans fader varit. Zeus valde då Peleus till att äkta henne och snart föddes Akilles. På bröllopet närvarade alla Olympens gudar utom gudinnan Eris som inte blivit bjuden. Hon lät då kasta in ett äpple med inskriften ”Till den vackraste”. Det gräl som då uppstod mellan gudinnorna ledde till det trojanska kriget.